# Émile Dahan
Pour les articles homonymes, voir Dahan.
Émile Dahan était un footballeur professionnel français, né le 8 septembre 1921 à Mascara, et mort le 29 décembre 1961 à Marseille.
Il passa une grande partie de sa carrière à l'Olympique de Marseille.
Pour le Championnat de France de football 1943-1944, il rejoint l'Équipe fédérale Marseille-Provence.
Il a également joué pour le SO Montpellier, le RC Strasbourg, le Stade rennais et le Gap FC.

## Palmarès
- Championnat de France
  - Champion : 1948 avec l'Olympique de Marseille